# Mes fantômes arméniens
Mes fantômes arméniens (anhörenⓘ international: My Armenian Phantoms) ist ein französisch-armenisch-katarischer Dokumentarfilm von Tamara Stepanyan aus dem Jahr 2025.

## Inhalt
Regisseurin Stepanyan zeigt Archivmaterial über ihren Vater Vigen Stepanyan, der zu Sowjetzeiten Filmschauspieler in Armenien war. Als Kind sah sie ihn im Fernsehen, jetzt ist sie selbst Regisseurin.

## Produktion
Der Dokumentarfilm ist der vierte Langfilm von Tamara Stepanyan nach zuletzt Kanants Gyughe (Dorf der Frauen) von 2019. Stepanyan gehört zum neuen armenischen Kino und lebt in Frankreich.
Der Film feierte am 16. Februar auf der Berlinale 2025 in der Sektion Forum Special Premiere.